# 郡山市中央公民館・勤労青少年ホーム
郡山市中央公民館（こおりやましちゅうおうこうみんかん）および郡山市勤労青少年ホーム（こおりやましきんろうせいしょうねんホーム）は、福島県郡山市にある公民館である。

## 概要
東日本大震災により被災し、取り壊された旧中央公民館・勤労青少年ホームを合築により建て替えた施設である。
2015年2月に竣工、同年4月4日にオープンした。
地下1階、地上3階建、塔屋2階の鉄筋コンクリート造であり、延床面積は4,971m2。全館Wi-Fi対応。
500人収容の多目的ホールは本格的な音楽ホールとしても活用できるよう、残響を調整可能な高性能の音響設備を備えており、スタインウェイのフルコンサートグランドピアノが常備されている。
屋上には市街地を一望することができる展望台もある。

## 施設
- 多目的ホール(500人収容、親子室)
- 講義室(10、うち1室パソコン室)
- 調理実習室
- 工作室
- 授乳室・託児室
- 和室(3室:65畳40畳40畳)

## 開館日時

### 開館時間
- 午前9時～午後9時

### 休館日
- 毎月第3日曜日と年末年始（12月29日から翌年1月3日）

## 交通アクセス
- バス
郡山駅前1番バス乗り場からコスモス循環池の台回 →郡山図書館下車徒歩3分
- 自動車
国道4号堂前町交差点から文化通りに入り、郡山市中央図書館を過ぎて右側
- 駐車スペース/300台（麓山地区公共施設駐車場利用）